# Ausmahlungsgrad
Der Ausmahlungsgrad (oder auch die Ausbeute) beschreibt bei der Getreideverarbeitung in der Mühle, wie viel Mehl aus 100 kg Getreide hergestellt wurde. In einem modernen Mühlenbetrieb gibt es hierfür Ausbeuterechner, die die Produktion kontinuierlich überwachen. Bei der Herstellung von hellen Mehlen ist es das Ziel des Müllers, möglichst viele Mehlkörperzellen aus dem Inneren des Korns von den Schalenteilchen (Kleie) zu trennen.
Zusammensetzung eines Getreidekorns in Prozent (hier Weizen):
| Parameter            | Vollkorn | Schale | Mehlkörper | Keimling |
| -------------------- | -------- | ------ | ---------- | -------- |
| Anteil am Vollkorn   | 100      | 17     | 80         | 3        |
| Stärke/Kohlenhydrate | 82       | 61     | 88         | 56       |
| Protein              | 12       | 11     | 10         | 26       |
| Fette                | 2        | 5      | 1          | 10       |
| Ballaststoffe        | 2        | 14     | 0,5        | 3        |
| Mineralstoffe        | 1,5      | 9      | 0,5        | 5        |

Bemerkungen:
- In den Randschichten des Getreidekorns konzentrieren sich Abwehrstoffe gegen Fraßfeinde (Antinutritiva) wie z. B. Phytin, und Verunreinigungen wie z. B. Pestizide, Schwermetalle und Schimmelpilzgifte.
- Der Keimling ist reich an Proteinen und Kohlenhydraten, Spurenelementen und Vitaminen der B-Gruppe. Er enthält auch Öle, so wie auch die Randschichten (Schale) des Korns Öle enthalten. Diese Öle werden nach dem Mahlen durch Kontakt mit Luftsauerstoff relativ schnell ranzig, weswegen Mehle mit höheren Anteilen von Randschicht und Keimling eine verminderte Haltbarkeit haben.

Für Weizen lassen sich als ungefähre Anhaltspunkte folgende Aussagen machen über den Ausmahlungsgrad und die entsprechenden Mehlbezeichnungen in Deutschland und der Schweiz:
- Ausbeute ca. 50–60 %: Deutsche DIN-Bezeichnung:  Type 405, bzw. schweizerische Bezeichnung: Weissmehl
- Ausbeute ca. 75 %: Deutsche Bezeichnung: Type 550, bzw. schweizerische Bezeichnung: Halbweissmehl
- Ausbeute ca. 83 %: Deutsche Bezeichnung: Type 1050, bzw. schweizerische Bezeichnung: Ruchmehl
- Ausbeute min. 98 %: Deutsche Bezeichnung: Vollkornmehl (Vollkornprodukte sind nicht DIN-typisiert), bzw. schweizerische Bezeichnung: Vollkornmehl.

Als Vollkornmehl wird das gemahlene, ganze Getreidekorn mit einem Mineralstoffgehalt von 2 % oder mehr bezeichnet. Es muss die gesamten Bestandteile der gereinigten Weizenkörner, einschließlich des Keimlings, enthalten. Die Körner dürfen vor der Vermahlung von der äußeren Fruchtschale befreit sein (Steinmetz-Verfahren / Steinmetz-Mehl). Wurde der Keimling vorher entfernt, spricht der Müller von »Backschrot« – bei Weizen DIN-Type 1700, bei Roggen DIN-Type 1800. Backschrote sind natürlich keine Vollkornprodukte mehr. Vollkornmehl ist beim Backen schwerer zu verarbeiten (relativ wenig Kleber). Aus diesem Grund wird es oft mit Type 550 gemischt.